# Adrian Panocki
Adrian Panocki (ur. 22 kwietnia 1990) – polski szachista.

## Kariera szachowa
Wielokrotnie startował w finałach mistrzostw Polski juniorów w różnych kategoriach wiekowych, dwukrotnie zdobywając brązowe medale: Łeba 2006 (MP do 16 lat) oraz Łeba 2008 (MP do 18 lat).
W 2005 r. podzielił IV m. (za Moniką Soćko oraz Bogdanem i Mirosławem Grabarczykiem, wspólnie z m.in. Wołodymyrem Małaniukiem) w otwartym międzynarodowym turnieju w Kołobrzegu, w 2007 r. zajął II m. (za Martą Michna) w Gnieźnie, natomiast w 2008 r. zdobył w Segedynie tytuł drużynowego mistrza Europy juniorów do 18 lat oraz reprezentował Polskę na rozegranych w Hercegu Novim indywidualnych mistrzostwach Europy w tej kategorii wiekowej.
Najwyższy ranking w dotychczasowej karierze osiągnął 1 października 2008 r., z wynikiem 2381 punktów zajmował wówczas 72. miejsce wśród polskich szachistów.